# Eutropis rudis
Eutropis rudis es una especie de lagartos escincomorfos de la familia Scincidae.

## Distribución geográfica
Es endémica del sudeste Asiático, encontrándose en Indonesia (Borneo, Sumatra, islas Mentawai, Java, Sulawesi), Filipinas, isla de Joló e India (islas Nicobar).